# Jürgen Kurz (Reiter)
Jürgen Kurz (* 20. Juni 1958 in Ludwigsburg) ist ein deutscher Springreiter und der Landestrainer Baden-Württembergs.
Der Pferdewirtschaftsmeister aus Leingarten befand sich 2009 auf Rang 29 der deutschen Rangliste.

## Werdegang
Nach dem Abitur ging Kurz zum DOKR, um dort eine Lehre zu beginnen. Das zweite Lehrjahr absolvierte er bei Reitsportlegende Hans Günter Winkler. 1983 legte er die Prüfung zum Pferdewirtschaftsmeister ab. Seit 1985 ist er selbstständig und betreibt eine Anlage in der Nähe von Heilbronn. 
Kurz ist vor allem als Ausbilder von Springpferden bekannt.
Sein größter Erfolg ist das Erreichen beim Finale der German Masters in Stuttgart im Jahr 1991 mit Caesar, dem Pferd seiner Mutter, das er selbst von Grund auf ausgebildet und zu insgesamt über 60 S-Siegen geführt hat.

## Auszeichnungen
- Goldenes Reitabzeichen

| Personendaten    | Personendaten          |
| ---------------- | ---------------------- |
| NAME             | Kurz, Jürgen           |
| KURZBESCHREIBUNG | deutscher Springreiter |
| GEBURTSDATUM     | 20. Juni 1958          |
| GEBURTSORT       | Ludwigsburg            |